# アイク・アイザックス
アイク・アイザックス（Ike Isaacs、1923年3月28日 - 1981年2月27日）は、アメリカのジャズ・ベーシスト。オハイオ州クリーブランド出身。

## 略歴
アイク・アイザックスはベースを手にする前、子供の頃、トランペット、チューバを演奏していた。ウェンデル・マーシャルに師事、第2次世界大戦中、軍隊で演奏していた。その後、1956年、ベニー・グリーン (トロンボーン)と共演した。同年、オハイオ州で地方のバンドを率いた後に、カーメン・マクレエのトリオ（バック伴奏）のメンバーを2年間つとめた。アイク・アイザックスはランバート、ヘンドリックス&ロスで演奏メンバーをつとめた後、1962年にカウント・ベイシー、1966年から1970年までエロル・ガーナーと共演した。かつて1度だけ1967年に録音されたリーダー・アルバムがRGBレコードに残されている。このアルバムの録音にはピアニストのジャック・ウィルソン、ドラマーのジミー・スミスが参加した。

## ディスコグラフィ

### リーダー・アルバム
- Maxine Sullivan with the Ike Isaacs Quartet (1981年、Audiophile) ※with マキシン・サリヴァン
- Enjoy Yourself! (1986年、Audiophile) ※with マキシン・サリヴァン
- 『アット・ザ・パイドパイパー』 - At the Pied Piper (1992年、RGB) ※1967年録音

### 参加アルバム
カウント・ベイシー
- 『バック・ウィズ・ベイシー』 - Back with Basie (1962年、Roulette)
- 『ベイシー・イン・スウェーデン』 - Basie in Sweden (1962年、Roulette)

ランバート、ヘンドリックス&ロス
- 『ハイ・フライング』 - High Flying (1961年、Columbia)
- Everybody's Boppin (1989年、Columbia)
- 『ザ・ホテスト・ニュー・グループ・イン・ジャズ』 - The Hottest New Group in Jazz (1996年、Columbia)

その他
- ロイ・ブラウン : Laughing But Crying (1977年、Route 66)
- ロイ・ブラウン : Good Rocking Tonight (1978年、Route 66)
- レイ・ブライアント : Piano Piano Piano Piano (1957年、Prestige)
- ハリー・エディソン & エディ・ロックジョウ・デイヴィス : Jawbreakers (1962年、Riverside)
- ピー・ウィー・アーウィン : Swingin' That Music (1980年、Jazzology)
- エラ・フィッツジェラルド、ビリー・ホリデイ、カーメン・マクレエ : 『エラ&ビリー・アット・ニューポート』 - At Newport (2000年、Verve)
- エロル・ガーナー : Up in Erroll's Room (1968年、MGM)
- エロル・ガーナー : Erroll Garner Plays Gershwin and Kern (1985年、EmArcy)
- ベニー・グリーン & ポール・クイニシェット : Blow Your Horn (1956年、Decca)
- ベニー・グリーン : 『ソウル・スターリン』 - Soul Stirrin' (1958年、Blue Note)
- アル・グレイ : Boss Bone (1964年、Argo)
- ジョン・ヘンドリックス : 『ア・グッド・キット・トゥゲザー』 - A Good Git-Together (1959年、World Pacific)
- ジョン・ヘンドリックス : Fast Livin' Blues (1962年、Columbia)
- カーメン・マクレエ : A New Voice in Jazz (1958年、Brunswick)
- カーメン・マクレエ : 『マッド・アバウト・ザ・マン』 - Mad About the Man (1958年、Decca)
- ビッグ・ミラー : Revelations and the Blues (1961年、Columbia)
- エスター・フィリップス : 『バーニン〜ライヴ・アット・フレディ・ジェッツ・パイド・パイパーL.A.』 - Burnin (1970年、Atlantic)
- エスター・フィリップス : 『コンフェシン・ザ・ブルース』 - Confessin' the Blues (1976年、Atlantic)
- ダン・ウォール : The Trio (1982年、Audiophile)
- ジャック・ウィルソン : 『ソング・フォー・マイ・ドーター』 - Song for My Daughter (1969年、Blue Note)
- ジョー・ウィリアムス : 『スウィンギン・ナイト・アット・バードランド』 - Joe Williams Live! A Swingin' Night at Birdland (1962年、Roulette)